# Incidente do CSX 8888
O Incidente do CSX 8888, também conhecido como Crazy Eights Incident, foi um acidente com um trem de carga ocorrido no estado americano de Ohio no dia 15 de maio de 2001. O incidente ocorreu após um operador descer da locomotiva, que ainda estava em baixa velocidade, para mudá-lo de trilho e manobrar outra locomotiva no pátio. O problema foi que ele não acionou o freio dinâmico como acreditara e a potência em 100% que deveria ter parado o trem acabou fazendo-o acelerar. Com isso, o CSX 8888 viajou sem maquinista - e portanto, sem controle - por duas horas, a 82 km/h, pelo estado de Ohio. De seus 47 vagões (todos de carga), 22 estavam carregados, dois deles com produtos químicos altamente perigosos. A composição só foi parada depois de 106 km rodados, com a ajuda de uma segunda locomotiva, que alcançou o trem desgovernado e engatou em seu último vagão. Usando o freio dinâmico (freio motor) o maquinista da locomotiva que engatou na cauda do trem conseguiu diminuir a velocidade da composição para 11 km/h. Com isso, foi possível que um outro maquinista subisse na locomotiva 8888 e parasse definitivamente a composição.
O incidente feriu apenas uma pessoa, um condutor experiente que tentou pular no trem em movimento e acabou sendo arrastado pela composição por 24 metros.
Este incidente ganhou ainda mais notoriedade em 2010, após sua história ter inspirado o enredo do filme Incontrolável, que foi estrelado, entre outros, por Denzel Washington.
Desde 2021, a locomotiva ainda está em serviço, tendo sido totalmente reconstruída e atualizada para uma SD40-3 durante o programa de modernização de locomotivas antigas realizado pela CSX, sendo atualmente remunerada para 4389. Foi entregue para a extinta Conrail, usando o número 6410 em setembro de 1987.